# Associació Pro-Memòria als Immolats per la Llibertat a Catalunya
L'Associació Pro-Memòria als Immolats per la Llibertat a Catalunya és una entitat catalana fundada el 1976 per mantenir viu el record dels republicans executats pel franquisme a Catalunya per raons polítiques i ideològiques.
Va ser l'organització impulsora de la recuperació del Fossar de la Pedrera del Cementiri de Montjuïc com a espai memorial dedicat a llur memòria i ha reclamat durant dècades l'anul·lació dels judicis i les condemnes dictades pels tribunals de la dictadura.

## Breu història

### El Fossar de la Pedrera
L'any 1976 va organitzar el primer homenatge del executats al Fossar de la Pedrera, que fins llavors havia estat prohibit. Tres anys després va aconseguir de suprimir-ne la funció de fossa comuna i que es reservés l'espai per a construir-hi un monument a les víctimes de la repressió.
El 1984 hi inaugurà l'escultura de La Pietat en memòria dels immolats, una obra de Ferran Ventura erigida per subscripció popular amb la inscripció «Als immolats per la llibertat a Catalunya. Éreu alè i ara sou terra que amb vostra noble sang vau regar. Vergonya inútil pels qui us assassinaren doncs la justícia triomfarà».
Gràcies a la lluita d'aquesta entitat el Fossar és avui un dels espais memorials més importants de Catalunya i preserva la fossa comuna més gran del país, que el 1985 va ser dignificada per la Generalitat de Catalunya i l'Ajuntament de Barcelona amb la construcció del nou mausoleu i el trasllat de les despulles del president Lluís Companys.

### El Camp de la Bota
Coincidint amb els Jocs Olímpics de Barcelona '92 instà a la col·locació d'un monument i una placa commemorativa al Camp de la Bota, espai d'execució dels condemnats a mort pels tribunals militars franquistes a la capital catalana. L'Ajuntament hi accedí amb la instal·lació de La Fraternitat, un pilar metàl·lic de grans dimensions obra de Miquel Navarro.
El 2004 col·laborà amb l'artista conceptual Francesc Abad en la creació de l'exposició «El Camp de la Bota» que fins al 2007 va mostrar-se de forma itinerant a una desena de museus del país i que es manté vigent amb una web-arxiu visitable en línia.
L'any 2008 va promoure l'elaboració del llibre Justícia, no venjança: els executats pel franquisme a Barcelona (1939-1952) escrit per l'historiador Joan Corbalán Gil i fruit d'una exhaustiva recerca per identificar les 1.725 víctimes que foren afusellades al Camp de la Bota i enterrades al Fossar de la Pedrera.

### L'anul·lació de les sentències franquistes
L'associació ha estat històricament una de les entitats abanderades de la demanda d'una reparació legal de les víctimes de la dictadura. L'any 2003 inicià una campanya per recollir l'adhesió dels 120 municipis més poblats de Catalunya, les quatre diputacions catalanes, la Generalitat i els governs de les comunitats autònomes d'Andalusia, Castella - la Manxa, Extremadura i el País Basc per tal d'elevar al Govern espanyol liderat per José Luis Rodríguez Zapatero la petició d'anul·lació dels judicis militars sumaríssims.
Després de l'aprovació de la Llei de Memòria Històrica de 2007, l'entitat es declarà decebuda per la manca d'ambició del text legal i el fet que finalment no declarés nul·les les condemnes franquistes, que passaven a considerar-se «il·legítimes» però no il·legals.
El 29 de juny de 2017 el Parlament de Catalunya va aprovar per unanimitat la Llei de reparació jurídica de les víctimes del franquisme que declara nuls de ple dret els tribunals franquistes i les sentències derivades des de la Guerra Civil fins al restabliment de la democràcia, fent realitat un dels objectius fundacionals de l'associació.

## Reconeixements
El 2008 la Generalitat de Catalunya li atorgà la Creu de Sant Jordi,
«En reconeixement del seu treball per tal de rescatar aquestes persones de l'oblit i restituir-les la dignitat i l'honor. Aquesta tasca contribueix a enfortir els fonaments de la pau i la llibertat i a transmetre'n el sentit a les generacions més joves.»